# Posse de Yamandú Orsi
A posse presidencial de Yamandú Orsi como 43.º presidente constitucional do Uruguai ocorreu no sábado, 1º de março de 2025, primeiro no Palácio Legislativo e depois na Praça Independência. Na cerimônia, Carolina Cosse também foi empossada como 19.º vice-presidente do Uruguai. Ao mesmo tempo, o Estado uruguaio comemorou 40 anos de democracia ininterrupta. Esta foi a nona posse presidencial desde o retorno da democracia no Uruguai em 1985.
A posse marcou o fim da transição presidencial de Yamandú Orsi, que foi eleito pelo partido Frente Ampla nas eleições gerais de 2024 no segundo turno realizado em 24 de novembro de 2024. Yamandú Orsi se tornou o primeiro presidente nascido no interior do país desde Baltasar Brum, que ocupou o cargo mais alto entre 1919 e 1923.
O evento começou com uma sessão perante a Assembleia Geral, onde o presidente e a vice-presidente eleitos fizeram seu juramento de honra perante deputados e senadores. Em seguida, foi realizado um desfile pela Avenida Libertador até a Praça Independência, escoltados pelo corpo de Blandengues, a guarda cerimonial do Poder Executivo. O presidente e a vice-presidente desfilaram em um Hyundai Ioniq 5 elétrico, que foi adaptado para a ocasião. Ao chegar à Praça Independência, o presidente cessante entregou a faixa presidencial ao presidente entrante, uma cerimônia formal foi realizada com honras militares e o primeiro discurso público do novo presidente. O dia terminou com a apresentação do gabinete e saudações às delegações estrangeiras no Palácio Estévez.

## Cerimônia
O presidente entrante Yamandú Orsi saiu por volta das 12h40 de sua casa em Salinas, Canelones, em direção ao Palácio Legislativo para a cerimônia de posse. Por volta das 13h, os vários convidados começaram a chegar ao Palácio Legislativo.
Por volta das 13h30, a torcida Ámsterdam do Club Atlético Peñarol se dirigiu do Palacio Peñarol ao Palácio Legislativo sob o lema "que o novo governo não esqueça as crianças do Brasil", em referência aos torcedores do Peñarol que foram presos no contexto dos incidentes no Rio de Janeiro antes da partida contra o Botafogo pela semifinal da Copa Libertadores da América de 2024. Ao mesmo tempo, vários ex-dirigentes se manifestaram do lado de fora do Palácio Legislativo em apoio a Orsi e em protesto ao governo cessante.
Pouco depois das 14h, Yamandú Orsi e Carolina Cosse chegaram ao Palácio Legislativo para a cerimônia de posse, cumprimentando os diversos parlamentares à medida que entravam. Às 14h31, o presidente da Assembleia Geral, Alejandro Sánchez, conduziu o juramento de Yamandú Orsi que, após fazer a declaração de fidelidade constitucional, foi empossado como Presidente da República. Logo em seguida, Carolina Cosse também fez sua declaração e foi empossada como Vice-presidente da República, e após tomar posse, a Vice-presidente passou a presidir a Assembleia Geral e deu início à segunda parte da sessão.
Às 14h45, Yamandú Orsi fez seu primeiro discurso como Presidente da República. O discurso durou cerca de 23 minutos. Transcrito e resumido da seguinte forma:
Também é oportuno agradecer aos ex-presidentes aqui presentes: Julio María Sanguinetti, Luis Lacalle Herrera e José Mujica; aos que infelizmente não estão conosco: Jorge Batlle e Tabaré Vázquez; e ao presidente cessante, Luis Lacalle Pou, a todos eles, por apoiarem e nutrirem esta reconstrução democrática ininterruptamente durante quatro décadas. Este governo é precedido por esta acumulação positiva […] Graças a esta acumulação positiva, o país conseguiu superar a sua pior crise neste período democrático em 2002 e fê-lo através da ação política e do diálogo incansável, liderados por Alejandro Atchugarry, e acompanhados por atores […]
Para continuar neste caminho, será necessário muito diálogo e mão estendida […] Pessoalmente, eu me insurjo contra este suposto país de duas metades […] Dissemos e repetimos durante a campanha eleitoral que não chegaríamos ao poder com espírito fundador, mas com a certeza de que as causas do nosso povo não admitem a menor demora. […] As evidentes mudanças climáticas nos alertam que devemos formular estratégias de desenvolvimento com uma abordagem sustentável e humana […] é imperativo avançar em um Plano Nacional de Águas […] O ecossistema científico será priorizado com a criação de uma Secretaria de Ciência, Tecnologia e Inovação na Presidência da República […] Precisamos também reconstruir a convivência entre nós, sabendo que a segurança constitui um dos nossos direitos humanos fundamentais. […] Nosso compromisso com o combate frontal ao crime organizado, ao tráfico de drogas e à lavagem de dinheiro continua intacto. Estes tempos são caracterizados por estruturas sociais mais complexas […] torna-se imperativo colocar todo o peso do Estado no combate […] à pobreza infantil. […] Um país que não cuida das suas crianças não cuida de si mesmo. […]
Paira um conceito ultraindividualista de liberdade, pregando a predominância do mais forte. Essa nunca será nossa noção de liberdade. A liberdade individual em que acreditamos se baseia na convivência e na igualdade de oportunidades nos aspectos essenciais da vida. […]
Honoráveis visitantes estrangeiros: […] queremos unir forças para contribuir para a estabilidade e a paz em um mundo cada vez mais complexo e em mudança. O avanço das ações e acordos do Mercosul, o fortalecimento da CELAC, a participação cada vez mais ativa na OEA, o aprofundamento da cooperação Sul-Sul […]

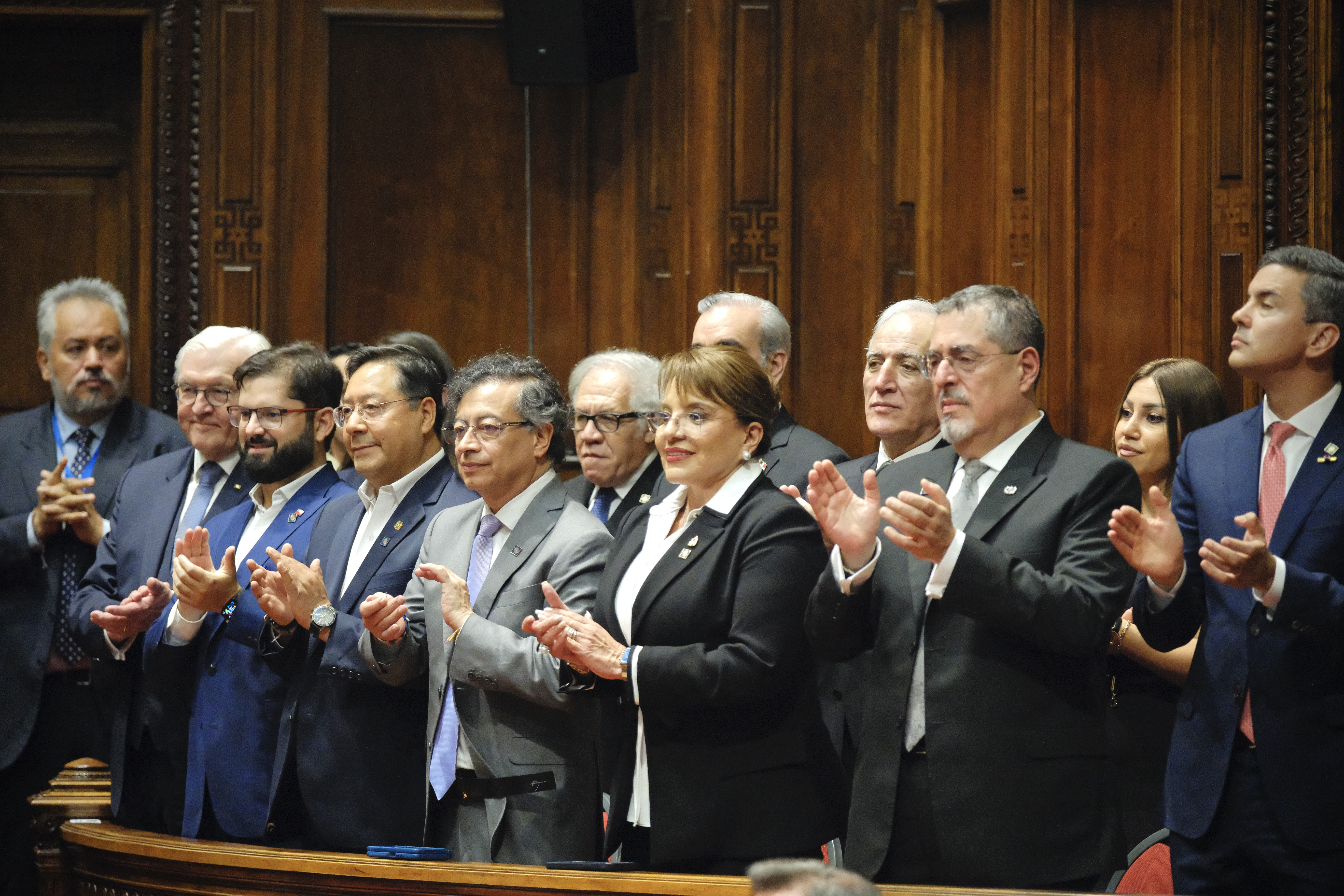
Delegações estrangeiras no Palácio Legislativo.

Após o discurso, às 15h30, o secretário designado da presidência, Alejandro Sánchez, assim como os ministros esperados, pegaram um ônibus turístico da cidade de Montevidéu para chegar à Praça Independência, onde Yamandú Orsi os nomearia oficialmente para seus cargos. Às 16h06, Yamandú Orsi e Carolina Cosse iniciam sua jornada até a Praça Independência em um Hyundai IONIQ 5, um carro totalmente elétrico. Durante o trajeto, às 16h15, o presidente e a vice-presidente quebraram o protocolo ao parar o carro que os transportava para descer e cumprimentar a organização de Mães e Familiares de Uruguaios Detidos e Desaparecidos, voltando depois ao carro e continuando a marcha pela Avenida Libertador, seguindo depois pela Rua Río Negro e finalmente pela 18 de Julio até a Praça Independência.

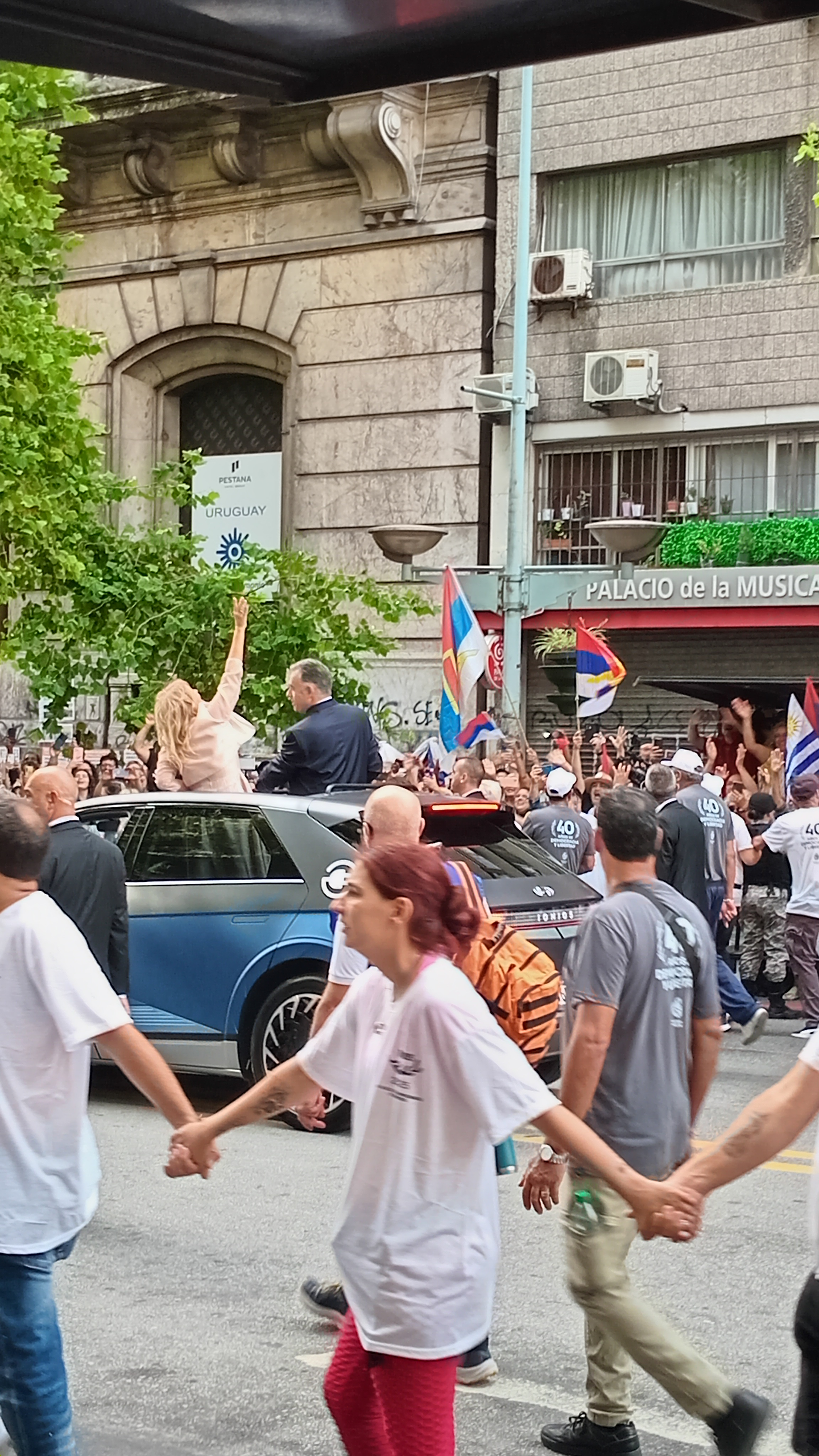
Yamandú Orsi e Carolina Cosse a caminho da Praça da Independência.

Às 16h50, cerca de vinte minutos depois do planejado, Yamandú Orsi e Carolina Cosse chegaram à Praça Independência, onde estavam Luis Lacalle Pou e Beatriz Argimón. A aparição do presidente cessante Luis Lacalle Pou no local para aguardar seu sucessor desencadeou uma polêmica vaia de militantes da Frente Ampla que foi registrada na transmissão oficial. Às 17h, Lacalle Pou passou a faixa presidencial para Yamandú Orsi. Após a entrega da faixa presidencial, a cerimônia continuou com as designações oficiais de Alejandro Sánchez como Secretário da Presidência, Jorge Díaz como Secretário Adjunto e todos os ministros. Dessa forma, foi concluída a cerimônia de posse e iniciado o desfile militar. Às 17h25, o presidente Yamandú Orsi tomou a palavra e se dirigiu à população com um discurso sem anotações. Após o discurso do novo presidente, Yamandú Orsi e Carolina Cosse foram ao Palácio Estévez para cumprimentar os cidadãos da sacada. Junto com o presidente e a vice-presidente, também estavam presentes a esposa e os filhos de Orsi. Na tradicional saudação da sacada do Palácio Estévez, a euforia da esposa do chefe de Estado, Laura Alonsopérez, depois virou polêmica, fazendo o "V" da vitória com os dedos e cantando com os militantes.
A cerimônia terminou com o novo presidente cumprimentando as delegações estrangeiras que chegaram uma a uma para transmitir suas felicitações por este novo período de governo. Yamandú Orsi estava acompanhado naquele momento pelo Ministro das Relações Exteriores, Mario Lubetkin. Por volta das 20h, na Praça Independência, as comemorações continuaram com um show de músicos nacionais.

## Dignitários presentes

### Chefes de Estado e de governo
- Frank-Walter Steinmeier, presidente da Alemanha.[10]
- Vahagn Khachaturyan, presidente da Armênia.[11]
- Luis Arce, presidente da Bolívia.[12]
- Luiz Inácio Lula da Silva, presidente do Brasil.[13]
- Gabriel Boric, presidente do Chile.[14]
- Gustavo Petro, presidente da Colômbia.[15]
- Filipe VI, rei da Espanha.[16]
- Bernardo Arévalo, presidente da Guatemala.[17]
- [[File:|23x15px|border |alt=|link=]] Xiomara Castro, presidente de Honduras.[18]
- José Raúl Mulino, presidente do Panamá.[19]
- Santiago Peña, presidente do Paraguai.[20]
- Brahim Ghali, presidente da República Árabe Saaraui Democrática.[21]
- Luis Abinader, presidente da República Dominicana.[22]

### Outros convidados
- Yolanda Díaz, segunda vice-primeira-ministra da Espanha; José Manuel Albares, ministro das Relações Exteriores da Espanha; Diana Riba, deputada do Parlamento Europeu da Espanha; e Oriol Junqueras, presidente da ERC.[23][24][25]
- Axel Kicillof, governador da província de Buenos Aires.[26]
- Lázaro Cárdenas Batel, chefe do Gabinete da Presidência da República do México.[27]
- Carlos Ruiz, vice-ministro das Relações Exteriores do Panamá, e Maricel Cohen de Mulino, primeira-dama do Panamá.
- Rubén Ramírez Lezcano, ministro das Relações Exteriores do Peru.
- Luis Almagro, secretário-geral da Organização dos Estados Americanos.[28]
- José Manuel Salazar-Xirinachs, secretário executivo da Comissão Econômica para a América Latina e o Caribe (CEPAL).[29]

## Ex-presidentes do Uruguai presentes
- Julio María Sanguinetti
- Luis Lacalle Herrera
- José Mujica